# Neckarzimmern
Neckarzimmern è un comune tedesco di 1 461 abitanti, situato nel land del Baden-Württemberg.